# Akbar Qoʻziyev
Akbar Qoʻziyev (ur. 17 stycznia 1983) – uzbecki zapaśnik w stylu klasycznym. Dwukrotny uczestnik mistrzostw świata, dwudziesty w 2005. Zdobył brązowy medal mistrzostw Azji w 2006 roku.